# Фаустина Старшая

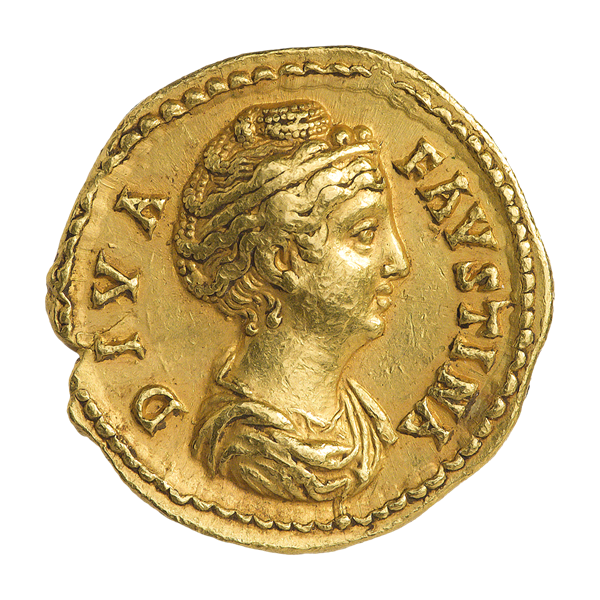
Портрет Фаустины Старшей на золотой монете (ауреусе).

Анния Галерия Фаустина (лат. Annia Galeria Faustina), известная более как Фаустина Старшая (лат. Faustina Major; ок. 100 — октябрь или ноябрь 141) — супруга римского императора Антонина Пия.

## Биография
Была дочерью консула и префекта Марка Анния Вера и Рупилии Фаустины. Её теткой по материнской линии была Вибия Сабина, жена Адриана.
Вышла за Антонина замуж, когда он ещё был простым гражданином, между 110 и 115 годами. За три года до своей кончины получила титул «Августы», как жена императора.

## Характер и внешность
В соответствии с «Историей Августов» (является ненадежным псевдоисторическим источником), Фаустина представляется женщиной легомысленного образа жизни, и, по слухам, в период когда Антонин Пий был проконсулом в Азии вела себя излишне свободно.
Однако, Фаустина пользовалась уважением народа и славилась своей красотой и мудростью. На протяжении всей своей жизни, в том числе до получения титула императрицы, она помогала бедным, занималась организацией образования римских детей, особенно девочек.
У Фаустины была необычная прическа, из косичек, собранных в пучок сзади или наверху головы. Прическа Фаустины очень нравилась другим женщинам, и впоследствии, римские женщины, подражая бывшей императрице, продолжали её носить два или три поколения.

## Посмертное почитание
Надпись на её надгробии гласила:

«Божественной Фаустине Августе, супруге императора Цезаря Тита Элия Адриана Антонина Августа Пия, великого понтифика, наделенного властью народного трибуна в 4-й раз, консула в 3-й раз, отца отечества» (ЛН, 201).

После смерти в 36 лет была обожествлена. Сенат назначил в её честь цирковые игры, храм и фламинок, серебряные и золотые статуи, её изображения выставлялось во время цирковых представлений. Храм стоял на форуме, после его кончины Антонину оказывались почести там же. В верхней части колоннады фасада по его приказу было начертано: «Божественной Фаустине по постановлению сената». После смерти Антонина Пия добавили сверху ещё одну строку: «Божественному Антонину и» (ЛН, 202). В Средние века храм Антонина и Фаустины превратили в церковь и перестроили, однако надпись сохранилась до нашего времени.